# Ujigami
Ujigami (氏神?   «deidad del clan») se refiere en el sintoísmo a un kami o espíritu tutelar que era adorado en la antigua sociedad japonesa por los individuos que compartían el mismo nombre de clan (uji). Sin embargo el ámbito original de ujigami ha variado a través de la historia y actualmente se refiere a la deidad guardiana de una villa o de un área geográfica.
Durante la historia de Japón los clanes de guerreros samurái fortalecieron su presencia en los feudos (shōen) y gradualmente adoptaron a las deidades guardianas locales como sus propios ujigami y de igual manera los súbditos del feudo asociaron al ujigami como su deidad local; por lo que hubo un proceso de sincretización entre las deidades ujigami y las deidades locales o ubusunagami (産土神?). De igual manera hubo un proceso de sincretización entre los ujigami y las deidades guardianas de edificaciones específicas y terrenos dedicados (kanjō) dentro del feudo, llamados chinjugami (鎮守神?).
Actualmente, el culto a los ujigami puede ser clasificado en tres categorías:
- Machi-ujigami: cada residente de una villa es considerado un "miembro del clan" (ujiko) y participa en la adoración del kami;
- Yashiki-ujigami o Ie-ujigami: un tipo de kami que reside en un pequeño santuario (hokora) que se ubica dentro de los terrenos de una residencia familiar;
- Ikke-ujigami o Maki-ujigami: que está en una posición intermedia entre los dos primeros, ya que puede ser adorado por todos los miembros de una familia extendida (ikke) o por un grupo de vecinos (maki).